# Dead (álbum)
Dead es el primer disco en vivo de la banda estadounidense de death metal Obituary publicado en 1998 por el sello Roadrunner.

## Lista de temas
1. "Download" – 3:00
2. "Chopped in Half" – 0:46
3. "Turned inside Out" – 5:03
4. "Threatening Skies" – 2:27
5. "By the Light" – 3:01
6. "Dying" – 4:36
7. "Cause of Death" – 5:43
8. "I'm in Pain" – 4:54
9. "Rewind" – 4:03
10. "'Til Death" – 4:25
11. "Kill for Me" – 2:34
12. "Don't Care" – 3:09
13. "Platonic Disease" – 4:04
14. "Back from the Dead" – 5:55
15. "Final Thoughts" – 4:01
16. "Slowly We Rot" – 5:06